# Colibrí calçat verdós
El colibrí calçat verdós (Haplophaedia aureliae) és una espècie d'ocell de la família dels troquílids (Trochilidae) que habita el medi forestal de les muntanyes de l'est de Panamà i els Andes de Colòmbia i l'Equador. Ha estat considerat coespecífic de Haplophaedia assimilis.